# Bernhard Ritter

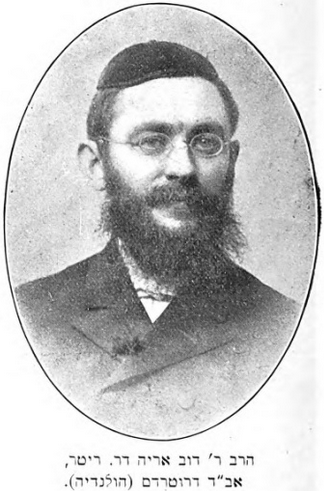
Bernhard Ritter

Bernhard Löbel Ritter (Reinersdorf, 20 maart 1855 - Amsterdam, december 1935) was een Nederlandse opperrabbijn.

## Leven en werk
Ritter werd geboren in Opper-Silezië en verhuisde als kind met zijn ouders naar Kempen in Posen. Na het gymnasium bezocht hij het rabbijnnenseminarium in Wrocław (Breslau). Hij studeerde filosofie, klassieke en semitische letteren aan de Universiteit van Wrocław en promoveerde in 1879 aan de universiteit van Halle op zijn proefschrift Philo und die Halacha. Hij was vervolgens vier jaar rabbijn in Prenzlau.
Dr. Ritter werd in 1884 benoemd tot opperrabbijn van Rotterdam. Ritter was meer dan veertig jaar opperrabbijn van Rotterdam. In die periode verbeterde hij de Sjechita door het vernieuwen van het corps aan slachters, het kasjroet, en het joodse onderwijs. Hij leidde onder meer Saul Mozes Slagter, uiteindelijk hoofd van het godsdienstonderwijs in Rotterdam, en de eveneens uit Rotterdam afkomstige Mozes van Gelderen, hoofd godsdienstschool te Groningen, op voor hun rabbinaal examen Darsjan in 1905 en 1902, en D. Wessel Dzn., secretaris van de Joodse Gemeente Rotterdam, voor zijn examen godsdienstonderwijzer middelste rang. Opleidingen die normaliter alleen aan het Seminarium te Amsterdam konden worden gevolgd. Ritter geniet bekendheid door het aantonen van de valsheid van een zogenaamd ontdekt manuscript van de Jeruzalem Talmoed.
In 1898 werd Ritter benoemd tot Ridder in de Orde van de Nederlandse Leeuw.
Hij trad in 1928 af nadat de Rotterdamse kerkeraad de "opperrabbinale circulaire" niet wilde aanvaarden. Hierin werd de kerkeraden verzocht geen kerkelijke rechten toe te kennen aan wie een gemengd huwelijk wilde aangaan. Hij vestigde zich vervolgens in Borgerhout bij Antwerpen.
In het laatste jaar van zijn leven werd Ritter verpleegd in het Rusthuis Parkzicht in Amsterdam, waar hij op 80-jarige leeftijd overleed. Hij werd begraven op de Joodse begraafplaats 'Machzike Hadas' in Putte.